# أبوللو روبنز
أبوللو روبنز (بالإنجليزية: Apollo Robbins)‏ هو ساحر استعراضي أمريكي، ولد في 23 مايو 1974 في بلينفيو في الولايات المتحدة.

## وصلات خارجية
- الموقع الرسمي
- أبوللو روبنز على موقع IMDb (الإنجليزية)
- أبوللو روبنز على موقع قاعدة بيانات الفيلم (الإنجليزية)